# Гладков, Василий Дмитриевич
Васи́лий Дми́триевич Гладко́в (1907—1981) — полковник Советской Армии, участник Великой Отечественной войны, Герой Советского Союза (1945).

## Биография
Василий Гладков родился 30 декабря 1906 года (по новому стилю — 12 января 1907 года) в станице Верхнеуральской (ныне — Челябинская область) в семье казака. Получил среднее образование, работал в сельском хозяйстве. В 1929 году Гладков был призван на службу в Рабоче-крестьянскую Красную Армию. В 1936 году он окончил Тамбовское кавалерийское училище. С июня 1941 года — на фронтах Великой Отечественной войны. В 1943 году Гладков окончил Высшую офицерскую кавалерийскую школу. К июлю 1944 года гвардии подполковник Василий Гладков командовал 35-м гвардейским кавалерийским полком 17-й гвардейской кавалерийской дивизии 2-го гвардейского кавалерийского корпуса 1-го Белорусского фронта. Отличился во время освобождения Польши.
31 июля 1944 года полк Гладкова принимал активное участие в освобождении польского города Седлец, за что получил почётное наименование «Седлецкий». 2-3 февраля 1945 года полк Гладкова участвовал в боях в районе населённого пункта Фледерборн (ныне — Подгае) в 7 километрах к югу от города Оконек, в которых уничтожил более 800 и взял в плен более 600 солдат и офицеров противника. Преследуя отходящие немецкие части, полк вступил на территорию Германии и 1-3 мая 1945 года овладел городами Нойштадт (Кёриц) и Привальк.
Указом Президиума Верховного Совета СССР от 31 мая 1945 года за «умелое командование кавалерийским полком, образцовое выполнение боевых заданий командования на фронте борьбы с немецкими захватчиками и проявленные при этом мужество и героизм» гвардии подполковник Василий Гладков был удостоен высокого звания Героя Советского Союза с вручением ордена Ленина и медали «Золотая Звезда» за номером 6727.
После окончания войны Гладков продолжал службу в Советской Армии. В 1951 году он окончил курсы усовершенствования офицерского состава в Минске. В 1979 году в звании гвардии полковника Гладков вышел в отставку. Проживал в Минске. 
Умер 5 апреля 1981 года, похоронен на Восточном кладбище Минска.
Награждён двумя орденами Ленина, четырьмя орденами Красного Знамени, орденом Красной Звезды, а также рядом медалей.